# سد ووچیانگشی
سد ووچیانگشی (به لاتین: Wuqiangxi Dam) یک سد وزنی و نیروگاه برقابی در چین است که در Yuanling County, Hunan Province واقع شده‌است.